# Pteronemobius quadrilineatus
Pteronemobius quadrilineatus är en insektsart som beskrevs av Lucien Chopard 1955. Pteronemobius quadrilineatus ingår i släktet Pteronemobius och familjen syrsor. Inga underarter finns listade i Catalogue of Life.